# Protelsonia lakatnikensis
Protelsonia lakatnikensis is een pissebed uit de familie Stenasellidae. De wetenschappelijke naam van de soort is voor het eerst geldig gepubliceerd in 1962 door Buresch & Gueorguiev.